# Venusia ilara
Venusia ilara är en fjärilsart som beskrevs av Louis Beethoven Prout 1938. Venusia ilara ingår i släktet Venusia och familjen mätare. Inga underarter finns listade i Catalogue of Life.